# Sufragio femenino en Perú
El sufragio femenino en Perú se consiguió el 7 de septiembre de 1955 durante el gobierno de Manuel A. Odría, quien promulgó la Ley N° 12391 que permitía a las mujeres mayores de edad y alfabetizadas tengan el derecho a elegir y ser elegidas.Las mujeres pudieron ejercer su derecho al voto el 17 de junio de 1956 cuando 500 000 mujeres participaron en las elecciones presidenciales de aquel año.Perú fue el penúltimo país de Latinoamérica en conceder este derecho. Sobre las razones y los contextos que originaron esta medida hay diversas interpretaciones y lecturas. No obstante, tal y como subraya Bedoya (2024) las mujeres en el Perú habían accedido al voto político por primera vez en 1945, en el ámbito local (Ley N° 10233). Ley de las Juntas Municipales Transitorias. El proyecto de ley fue aprobado en el Senado con amplia mayoría aprista (35 senadores apristas de 49) durante el gobierno de Bustamante y Rivero. Así también se aprueba el derecho político de la mujer a ser electa concejala, alcaldesa, teniente alcaldesa e inspectora en todos los departamentos y a nivel nacional. Debido a un fenómeno de "deshistorización" de género y "deshistorización" política, ocasionada por el antiaprismo del período en cuestión este hecho no es desarrollado por Basadre ni por otros historiadores. 

## Antecedentes
El primer intento de otorgar el voto a las mujeres peruanas se dio en 1867 cuando el senador feminista Celso Bambaren Ramírez, intentó que ambos sexos fueran equiparados en derechos constitucionales en la Carta Magna de ese año.
Las primeras sufragistas peruanas surgen a finales del siglo XIX, entre las que destacan las escritoras María Jesús Alvarado, Zoila Aurora Cáceres, Adela Montesinos, Elvira García y García y Magda Portal. Alvarado fue la primera peruana en plantear en 1911 la igualdad de derechos y con ello el voto femenino; esto, sumado a sus diversas reivindicaciones, le condenó a la deportación dictaminada por el gobierno de Leguía.
El contexto convulsionado en el que ocurre el debate por el voto municipal de las mujeres, corresponde al corto periodo del comandante Luis M. Sánchez Cerro. De acuerdo al historiador Jorge Basadre el periodo que va del derrocamiento de Leguía, el 22 de agosto de 1930, hasta la instalación de la Junta de Gobierno presidida por Samanez Ocampo, el 3 de marzo de 1931, donde el poder presidencial cambió cinco veces: Leguía, Ponce, Sánchez Cerro, Elías y Jiménez, es una de las etapas más llenas de incertidumbre e inestabilidad en la historia del Perú Republicano.
El Partido Aprista ingresa a una etapa de clandestinidad que se prolonga hasta 1945, durante la cual sus dirigentes y militantes fueron perseguidos y encarcelados. Esta agrupación política permitió el ensayo del sufragio femenino en unas votaciones internas, aunque luego fue un procedimiento que se rechazó. Por otro lado, José Carlos Mariátegui acababa de morir dejando al Partido Socialista sin una dirección política clara, lo que se tradujo en su postura dividida frente al debate sobre el derecho al sufragio municipal para las mujeres. En un principio Mariátegui sentía aversión por el sufragio femenino, aunque veinte años después cambió de parecer.

### El debate constitucional de 1931-1932
El debate parlamentario para el sufragio femenino se llevó a cabo en siete sesiones entre el 26 de diciembre de 1931 y el 12 de enero de 1932.
El partido aprista presentó la propuesta a lo cual se plantearon tres posiciones encontradas por razones políticas más que de fondo:
- Partido Descentralista del Perú: Contra el sufragio femenino.
- Partido Aprista: Sufragio restringido o calificado.
- Unión Revolucionaria: Voto irrestricto o amplio de la mujer.
- Partido Socialista - Independientes: distribuidos en las 3 posiciones.

El gobierno de Sánchez Cerro desaforó y deportó a los 27 diputados apristas. Al no haberse alcanzado un acuerdo respecto de las tres posturas con relación al sufragio de la mujer, el senador por San Martín Víctor Manuel Arévalo, sin ser aprista reformuló la propuesta casi en los mismos términos que lo habían hecho los dos diputados apristas Luis E. Heysen y Manuel Seoane Corrales proponiendo para la mujer peruana el voto calificado aplicable a las elecciones municipales:

“Tienen también derecho a sufragio, en elecciones municipales, las mujeres peruanas mayores de veinte años, las casadas o que lo hayan estado y las madres de familia, aún antes de esta edad, cuando sepan leer y escribir".

Nuevamente se remarcó la edad y el estado civil como un elemento fundamental y finalmente la propuesta de Arévalo ganó por 69 votos contra 3 promulgándose el artículo 86 en la Constitución de 1933 que señalaba:

“Gozan del derecho de sufragio los ciudadanos que sepan leer y escribir; y en elecciones municipales, las mujeres peruanas mayores de edad (21 años) las casadas o que lo hayan estado, y las madres de familia aunque no hayan llegado a su mayoría de edad”.

Las mujeres no pudieron hacer efectivo su derecho a votar en elecciones municipales sino hasta 1963, año en el que, durante el primer gobierno de Fernando Belaúnde Terry, se llevan a cabo por primera vez en todo el Perú las elecciones municipales directas. Anteriormente era el gobierno central el que designaba a los representantes ediles, extendiendo así su presencia a los gobiernos locales.

## Gobierno de Odría
La aprobación de la ley del voto femenino estaría enmarcada en un contexto de cálculo político en el que Odría buscaba el apoyo de las mujeres para su candidatura en las elecciones de 1956, a su vez, la decisión correspondería a un discurso demagógico que respondía a sus intereses de recomponer su figura paternalista como autoridad democrática, puesto que ya en casi toda Latinoamérica se había otorgado el voto político a las mujeres. No hacerlo en el Perú, iba en contra de la imagen que Odría buscaba trasmitir.
Otro factor que ejerció presión desde la esfera internacional, tras la Segunda Guerra Mundial, fueron los pronunciamientos de la ONU y la declaración universal de los DDHH (1948) en las que se instaba a los países miembros a promover en sus legislaturas la igualdad de derechos a hombres y mujeres.
Sin embargo, la obtención del sufragio para las mujeres no fue solo obra del contexto y estrategias políticas de Odría. Si bien los movimientos por el sufragio en el Perú no fueron masivos y se concentraron en los círculos de mujeres intelectuales, profesionales y académicas, sus demandas y movilizaciones tuvieron difusión en semanarios, periódicos y revistas de alta circulación logrando así trascender sus propios círculos y tener un impacto en la opinión pública.
Por otro lado, una investigación de Diana Miloslavich, da cuenta con detalle, del papel relevante de la igualdad en los “dos momentos más importantes de la historia por adquirir derechos políticos fundamentales para las mujeres: los debates durante la Asamblea Constituyente de 1931 y los que precedieron al voto femenino en 1954”. Miloslavich conecta ambos momentos como parte y continuación de un recuento histórico del sufragio femenino en el Perú.

### La Ley N.º 12391
El 7 de septiembre de 1955 luego de que el proyecto de ley del coronel Augusto Romero Lovo, ministro de Gobierno y Policía, fuera debatido en la Cámara de Diputados (el 5 y 8 de noviembre de 1954 y 22 de agosto de 1955) y en la Cámara de Senadores (el 19 de noviembre de 1954 y 1 de septiembre de 1955) en dos legislaturas ordinarias, se aprobó la ley N.º 12391 de reforma constitucional que constituía en la modificación de los artículos 84.º, 86.º y 88.º. De acuerdo a esta modificación, las mujeres obtuvieron este derecho político, pero con restricciones ya que solo gozarían de este derecho las mujeres que supieran leer y escribir, tuvieran más de 21 años o fueran mayores de 18 años, siempre y cuando estuvieran casadas. Inmediatamente los partidos políticos crearon o reactivaron sus comités femeninos.
El 9 de septiembre, Odría escribió:

El 7 del presente tuve la satisfacción patriótica de poner el cúmplase a la Ley que consagra esta reforma constitucional, dándole a la mujer toda la amplitud de sus derechos ciudadanos al igual que el hombre. Se abre así una nueva y trascendental etapa en la vida política del Perú, hecho histórico al que estará unido, para siempre, el nombre del Movimiento Restaurador de Arequipa, que he tenido el honor de iniciar y conducir.
Manuel A. Odría

### Las elecciones de 1956
En las elecciones del 17 de junio de 1956, votaron por primera vez las mujeres que representaron un tercio del 1'575,741 de electores inscritos, produciéndose la segunda ampliación del cuerpo electoral.
En esas elecciones las mujeres participaron como electoras, miembros de mesa —titulares y suplentes— y candidatas y siendo la primera vez que ejercían el voto. Emisoras radiales como El Sol, El Pueblo o El Agustino emitieron programas educativos electorales para aleccionarlas en su nuevo deber cívico.
Elegirían para la renovación del Ejecutivo y Legislativo de entre tres listas de candidatos, que estuvieron liderados por Hernando de Lavalle del Movimiento de Unificación Nacional, Manuel Prado Ugarteche del Movimiento Democrático Pradista y Fernando Belaúnde Terry del Frente de Juventudes Democráticas, además, de listas de Independientes para Representantes al Congreso, que en el caso del Departamento de Lima se presentaron tres.

## Las primeras parlamentarias peruanas
Las Elecciones de 1956, concluyeron con la elección de Manuel Prado Ugarteche como Presidente de la República y la elección de ciento ochenta y dos diputados, de los cuales ocho fueron mujeres, y de cincuenta y tres senadores, una sola mujer fue senadora, Irene Silva de Santolalla. Para estas elecciones se presentaron 28 candidatas a Diputada y dos a Senadora.
Es así que el primer cuerpo parlamentario de mujeres en el Perú fue el siguiente:
1. Irene Silva de Santolalla - Senadora por Cajamarca
2. Lola Blanco Montesinos - Diputada por Áncash
3. Alicia Blanco Montesinos - Diputada por Junín
4. María Eleonora Silva y Silva - Diputada por Junín
5. María M. Colina Lozano - Diputada por La Libertad
6. Manuela C. Billinghurst López - Diputada por Lima
7. Matilde Pérez Palacio Carranza - Diputada por Lima
8. Juana M. Ubilluz de Palacios - Diputada por Loreto
9. Carlota Ramos de Santolaya - Diputada por Piura

## El voto universal femenino
Finalmente, el voto universal, y con ello el voto de toda la población femenina, se logró en 1979, haciéndose efectivo en las elecciones generales de 1980.